# Cialamella
La cialamella, cialambella, cialamedda ou ciaramella est un instrument de musique à anche double de la famille des chalumeaux, apparenté à un petit hautbois. On la rencontre en Corse et en Italie.

## Facture
La cialamella est taillée dans du bois de buis ou de figuier. Longue de 22 cm, elle a une perce cylindrique pratiquée au fer rouge et se termine par un pavillon (campana). Elle a 6 trous de jeu plus un trou d'octave au dos. Une anche en roseau taillé est insérée dans le corps lui donnant ce son spécifique.
Sa construction par les bergers corses est assez rudimentaire, mais elle peut être hautement décorée.

## Jeu
Elle a un son beaucoup plus puissant que celui de la pivana (flûte taillée dans une corne de chèvre) et surtout plus audible à grande distance.